# 向河原町 (豊川市)
向河原町（むこうがわらちょう）は、愛知県豊川市の地名。

## 地理

### 河川・池沼
- 豊川

### 字一覧
- 大柳（おおやなぎ）
- 川口（かわぐち）
- 田利（たり）
- 中通（なかどおり）

### 交通
- 愛知県道499号石巻萩平豊川線

### 施設
- 糺神社
- 向河原館

## 歴史

### 沿革
- 江戸時代 - 三河国宝飯郡向河原村として所在[1]。当初は吉田藩領[1]。
- 天保3年 - 幕府領となる[1]。
- 天保8年 - 吉田藩領に復する[1]。
- 1889年（明治22年） - 麻生田村大字向河原となる[1]。
- 1906年（明治39年） - 豊川町大字向河原となる[1]。
- 1943年（昭和18年） - 豊川市大字向河原となる[1]。
- 1944年（昭和19年） - 豊川市向河原町となる[2]。
- 1988年（昭和63年） - 麻生田町との境界変更を行う[1]。

### 人口の変遷
国勢調査による人口および世帯数の推移。
| 1995年（平成7年）  | 10世帯 56人 |  |
| 2000年（平成12年） | 9世帯 45人  |  |
| 2005年（平成17年） | 20世帯 67人 |  |
| 2010年（平成22年） | 21世帯 76人 |  |
| 2015年（平成27年） | 20世帯 61人 |  |
| 2020年（令和2年）  | 29世帯 88人 |  |

### WEB
1. ↑  “愛知県豊川市の町丁・字一覧”.   人口統計ラボ. 2024年5月1日閲覧。
2. 1 2  総務省統計局 (2022年2月10日). “令和2年国勢調査の調査結果(e-Stat) - 男女別人口，外国人人口及び世帯数－町丁・字等” (CSV). 2023年8月2日閲覧。
3. ↑  “読み仮名データの促音・拗音を小書きで表記するもの(zip形式) 愛知県” (zip).   日本郵便 (2024年2月29日). 2024年3月26日閲覧。
4. ↑  “市外局番の一覧” (PDF).   総務省 (2022年3月1日). 2022年3月22日閲覧。
5. ↑  “ナンバープレートについて”.   一般社団法人愛知県自動車会議所. 2024年1月21日閲覧。
6. ↑  総務省統計局 (2014年3月28日). “平成7年国勢調査の調査結果(e-Stat) - 男女別人口及び世帯数 －町丁・字等” (CSV). 2021年7月20日閲覧。
7. ↑  総務省統計局 (2014年5月30日). “平成12年国勢調査の調査結果(e-Stat) - 男女別人口及び世帯数 －町丁・字等” (CSV). 2021年7月20日閲覧。
8. ↑  総務省統計局 (2014年6月27日). “平成17年国勢調査の調査結果(e-Stat) - 男女別人口及び世帯数 －町丁・字等” (CSV). 2021年7月21日閲覧。
9. ↑  総務省統計局 (2012年1月20日). “平成22年国勢調査の調査結果(e-Stat) - 男女別人口及び世帯数 －町丁・字等” (CSV). 2021年7月21日閲覧。
10. ↑  総務省統計局 (2017年1月27日). “平成27年国勢調査の調査結果(e-Stat) - 男女別人口及び世帯数 －町丁・字等” (CSV). 2021年7月21日閲覧。

### 書籍
1. 1 2 3 4 5 6 7 8  「角川日本地名大辞典」編纂委員会 1989, p. 1315.
2. ↑  「角川日本地名大辞典」編纂委員会 1989, p. 1316.